# 전덕기
전덕기(全德基, 1875년 12월 8일 ~ 1914년 3월 23일)는 개신교인 감리교회 목사로 대한제국시절 독립협회, 을사늑약 반대시위, 헤이그 밀사 파견에 주도적 역할을 했으며 상동청년회와 신민회를 조직하고 이끌었다. 2014년 3월 3월의 독립운동가로 선정되었다. 상동감리교회의 전도사와 목사를 역임했다. 본관은 정선(旌善)이다. 
지금의 경기도 일부와 서울을 포함한 일제 강점기 한성부 출신으로, 현재의 경기도 이천시에서 출생했다. 을사늑약이 이뤄졌을 때 도끼를 들고 반대 운동을 벌였다. "역적의 목을 치든지, 내 목을 치라"고 외치며 그 도끼를 왕에게 바친다며 반대 운동을 전개했다. 이후 감리교신학대학교의 전신인 협성신학교에 입학하였다. 상동감리교회의 전도사가 되었고, 독립협회의 서무부에도 속하여 일하였다. 이동녕, 이승만, 박용만 등과 함께 독립을 위하여 투쟁하였다.
미국 북감리교회 소속 선교사 스크랜턴 전도로 개신교인이 되었다. 1906년 상동감리교회에서 설립한 공옥학교에서 교사로 일했으며, 1907년에 교감 이회영, 교사 이동녕 등과 함께 신민회를 상동감리교회에서 결성하였다. 같은 해, 이준과 상동감리교회 지하실에서 헤이그 거사 계획을 성사시켰다. 역시 같은 해, 감리교 연회(年會)에서 목사 안수를 받고 상동감리교회의 담임목사가 되었다.
1912년 조선총독부가 날조한 105인사건으로 체포되어 서대문 형무소로 끌려가 혹독한 고문을 받았다. 병보석으로 풀려났다가 영면했다. 그의 장례식에는 그를 존경했던 숭례문 인근의 빈곤층과 상인들이 모여 길을 가득 매웠다. 이후 그의 묘소가 독립 운동의 기념처가 될 것을 두려워한 일제 당국은 도로를 확장한다며 교묘하게  묘소를 열어 화장한 후에 유해를 한강에 뿌렸다.
그의 위패가 국립묘지 무후선열 영모각에 모셔져 있다.